# Končiny (Sloupnice)
Končiny jsou vesnice, která je součástí obce Sloupnice v okrese Svitavy. Leží v údolí Končinského potoka mezi Němčicemi a Netřebami, necelé 2 km jižně od Sloupnice, něco přes 1 km severně od litomyšlské části Kornice a od Sedliště. Evidenčně se Končiny dělí na dvě části: niže po proudu osada Končiny 1.díl, které spadají do katastrálního území Dolní Sloupnice, a výše po proudu samota Končiny 2.díl v katastrálním území Horní Sloupnice, vzdáleny jsou od sebe asi kilometr. U horního dílu Končin prochází napříč údolím silnice a nachází se zde autobusová zastávka „Sloupnice, Končiny“, do Sloupnice vedou z Končin ještě dvě další souběžné cesty. Po délce údolí prochází místní cesta, po ní je zeleně značena pěší turistická trasa KČT.
U horních Končin, ale na území Kornic se nachází pramen, nad kterým je postavena poutní kaple Panny Marie Lurdské. Roku 1725 zde byl postaven mlýn, počátkem 19. století v souvislosti s léčivými účinky pramene ještě hostinec. Dnes zde stojí dva domy, oba trvale obydlené.
U horních Končin, avšak již na území Kornic, se do Končinského potoka zprava vlévá Vlčkovský potok. U dolních Končin se od Končinského potoka odděluje kanál Labuťka, který napájí soustavu netřebských rybníků. Nad dolními Končinami se na Končinském potoce nachází boční rybník.